# Дефицит 5-альфа-редуктазы
Дефицит 5-альфа-редуктазы (также недостаток, блокада) — аутосомное рецессивное интерсекс-состояние, вызываемое мутацией фермента SRD5A2, изоформой 5-альфа-редуктазы.

## Нормальное функционирование
5-альфа-редуктаза — фермент, превращающий тестостерон в дигидротестостерон в тканях. Данный фермент также принимает участие в синтезе таких нейростероидов, как аллопрегнанолон и тетрагидродеоксикортикостерон (THDOC), превращает прогестерон в дигидропрогестерон и (DHP), а деоксикортикостерон (DOC) — в дигидродеоксикостерон (DHDOC). Дефицит 5-альфа-редуктазы с точки зрения биохимии характеризуется низким уровнем тестостерона и пониженным уровнем дигидротестостерона.
Дигидротестостерон — мощный андроген, необходимый для внутриутробного развития мужских гениталий.

## Признаки
Дефицит 5-альфа-редуктазы влияет только на генетических мужчин, то есть носителей Y-хромосомы, так как на данный момент не выявлено роли данного вещества в развитии женщин.
У подверженных дефициту 5-альфа-редуктазы могут быть мужские, промежуточные или женские наружные половые органы. Они рождаются с мужскими половыми железами, включая яички и вольфовы каналы, но обычно прочие первичные половые признаки у них женские. В результате их часто воспитывают как девочек, несмотря на мужскую гендерную идентичность.
Обычно люди с данным синдромом способны производить жизнеспособную сперму; среди феминизованных субъектов имеется тенденция к клиторомегалии или наличию микропениса; уретра может быть соединена с фаллосом. Возможна эякуляция и эрекция, но часто встречается невозможность произведения коитуса.
Во время полового созревания у людей с дефицитом 5-альфа-редуктазы наличествует аменорея и встречается вирилизация, включая опущение яичек, гирсутизм (оволосение по мужскому типу, не путать с гипертрихозом), снижение тембра голоса и увеличение клитора. Во взрослом возрасте они не подвержены андрогенетической алопеции. Так как дигидротестостерон гораздо более мощный андроген, чем тестостерон, вирилизация у субъектов с дефицитом 5-альфа-редуктазы может отсутствовать или быть незначительной. Существует теория, что увеличение уровня тестостерона во время полового созревания может вызывать производство достаточных для вирилизации уровней дигидротестостерона (либо посредством SRD5A1, либо выделением некоторого количества SRD5A2 яичками).

### Бесплодность
Имеется повышенный риск крипторхизма, а также рака яичек. Возможны проблемы с фертильностью, 
вызванные недоразвитостью семенных пузырьков и простаты.
С другой стороны, беременность у них невозможна за неимением вагины (может иметься до двух третей вагины). Из-за действия антимюллеровского гормона, выделяемого тестикулами, у людей с дефицитом 5-альфа-редуктазы отсутствуют матка и фаллопиевы трубы.

## Распространение
Доля людей с дефицитом 5-альфа-редуктазы варьирует в разных точках Земли, в одной небольшой доминиканской деревне данная мутация встречается в 12 из 13 семей, и каждый 90-й мужчина подвержен дефициту 5-альфа-редуктазы. Таких детей в Доминиканской Республике называют гуэведосе (исп. güevedoce) — «яйца в двенадцать».

## В культуре
- Итальянский фильм «Арианна» рассказывает историю человека с данным синдромом.
- В третьем сезоне сериала «Части тела», эпизод «Quentin Costa», раскрывается, что у доктора Косты[англ.] дефицит 5-альфа-редуктазы.
- В романе «Средний пол» Джеффри Евгенидиса главный герой из-за данной мутации постепенно превращается в мужчину.